# Grupo de Galois
Grupo de Galois, em matemática, é o grupo de permutações desenvolvido para mostrar quais tipos de equações polinomiais podem ser resolvidas por radicais.[carece de fontes?]
A ideia de usar grupos para estudar equações polinomiais antecede Galois em cerca de trinta anos, com o trabalho de Ruffini. O italiano Ruffini e o norueguês Abel mostraram, usando grupos de permutações, que a equação do quinto grau geral não podia ser resolvida através da extração sucessiva de raízes. Em cerca de 1830, Galois provou que a solução de qualquer equação polinomial depende da estrutura do grupo de permutações associado a esta equação.

## Definição
Suponha que E é uma extensão do corpo F (denotada por E/F e lida como E sobre F). Um automorfismo de E/F é definido como sendo um automorfismo de E que fixa os pontos de F. Em outras palavras, um automorfismo de E/F é um isomorfismo α de E para E tal que α(x) = x para todo x em F. O conjunto de todos os automorfismos de E/F forma um grupo sob a operação de composição de funções. Este grupo algumas vezes é denotado por Aut(E/F).
Se E/F é uma extensão de Galois, então Aut(E/F) é chamado de grupo de Galois da extensão E sobre F, e é geralmente denotado por Gal(E/F).